# Destiny – Einmal ganz oben stehen
Destiny – Einmal ganz oben stehen (Originaltitel: Harlem Aria) ist eine US-amerikanische Filmkomödie von 1999.

## Handlung
Der 28-jährige lernbehinderte Anton möchte Opernsänger werden. Er bricht aus dem wohlbehüteten Leben bei seiner Tante aus und möchte seinen Traum verwirklichen. Auf der Straße wird ihm prompt sein Geld gestohlen. Als er einen Straßen-Pianisten sieht, fängt er an, ihn gesanglich zu unterstützen, was ihm eine erste Anerkennung beim Publikum bringt. Auch der Dieb von neulich ist zur Stelle und betätigt sich spontan als Spendensammler. Nach einigen Reibereien wird klar, dass so ein erfolgreiches Team besteht: Anton als Opernsänger, Matthew als klassischer Pianist und Wes als trickreicher Geldeintreiber. Bei Matthew zuhause fällt sofort dessen mondäner Lebensstil auf. Er lebt mit einer Opernsängerin zusammen, welche gerade auf Tournee ist. Um sich an ihm zu rächen, verheimlicht Wes die Nachricht der Rückkehr seiner Freundin. Die Freundin findet schließlich die drei Jungs, reichlich Alkohol und andere Drogen und zwei Party-Girls in ihrer eigenen Wohnung vor und setzt alle kurzerhand vor die Tür. Als Matthew sogar einen Mann ausraubt und Anton dafür ins Gefängnis muss, wird klar, dass die alte Realität zurück ist. Nach einer Nacht ist Anton wieder draußen, doch geht er danach wieder seinem alten Job in einer Reinigung nach.
Wes und Matthew beschließen, das so nicht hinzunehmen. Sie entführen Anton zu einer Aufführung der Oper Turandot. Es gelingt ihnen, einen Nebendarsteller zu entführen, und die beiden übergeben das Kostüm an Anton. Jener hat nun die Gelegenheit, auf einer großen Bühne vor Publikum zu stehen. Als der Star-Tenor Fabiano Grazzi die Bühne betritt, bleibt Anton ehrfurchtsvoll stehen. Spontan singen sie gemeinsam Nessun dorma und das Publikum klatscht begeistert. Tags darauf wird Anton von dem Star-Tenor auf der Straße angesprochen. Er sieht für ihn große Chancen als Sänger, die ganze Stadt rede schon von ihm.

## Kritik
„Der stilvoll inszenierte Film zeichnet sich durch großen Unterhaltungs- und Einfallsreichtum aus und versteht es, jede Form von Kitsch zu vermeiden.“